# Das neue Pathos
«Новый пафос» (нем. «Das neue Pathos») — немецкий литературный журнал, издававшийся в 1913—1914 годах в Берлине. Основателями журнала стали художники и литераторы-экспрессионисты того времени: Ханс Эренбаум-Дегеле, Роберт Р. Шмидт, Людвиг Майднер и Пауль Цех.

## Краткая характеристика
В журнале печатались ведущие литераторы того времени: Готфрид Бенн, Эрнст Бласс, Альберт Эренштейн, Вальтер Газенклевер, Георг Гейм, Рихард Демель, Курт Пинтус, Эмиль Верхарн и многие другие. Номера украшались графикой современных художников, многие из которых позднее стали классиками экспрессионизма: Эрих Хекель, Людвиг Майднер, Карл Шмидт-Роттлуфф и др. Название журнала стало крылатым выражением, которое иногда употребляют как одно из определений сути экспрессионистского искусства. Так, знаменитые вечера берлинского «Нового клуба» проходили под маркой «Неопатетическое кабаре». Во вступительной заметке к первому номеру журнала Стефан Цвейг так истолковал понятие «Новый пафос»:

«Похоже, что в наши дни вновь готовится возвращение к первоначальному сближению и единению поэта и слушателя, появление нового пафоса. Театр был первым мостиком между поэзией и толпой. Но тогда еще был актёр как посредник произносимых слов, собственно Лирическое не было как таковым произведением, лишь иллюзией на три-четыре часа. Но время отстранённости поэта от толпы, что была подкрепляема большими дистанциями между народами, по-видимому, сменяется ныне новым сближением посредством индустриализации городов. Поэты теперь снова сами декламируют свои стихи в залах, в вольных университетах Америки, даже в церкви звенят строки Уолта Уитмена, обращенные к американскому сознанию — и это касается не только политически горячего времени — можно вспомнить Петёфи, читающего свою народную песню „Talpra magyar“ революционной толпе со ступеней университета — так теперь почти каждый день. Кажется, поэты вновь способны, как в былые времена, стать если не духовными вождями времени, то хотя бы укротителями и возбудителями своих страстей, рапсодами, взывающими, воспламеняющими, несущими святой огонь: энергию».